# Yesügei
Yesügei ba'atour (mongol bichig : ᠶᠢᠰᠦᠭᠡᠢ
ᠪᠠᠭᠠᠲᠤᠷ, VPMC : yisügei bagatur, Mongol cyrillique : Есүхэй баатар, Yesükhei Baatar (héros Yesükhei). yesükheï est dérivé de yes(ön) : 9 (ес / есөн), chiffre faste) (~1134-1171), était un aristocrate mongol et fut le père de Gengis Khan par son épouse principale, Hö'elün.

## Biographie
Yesügei était le descendant de Nomoloun et de Qaïdou, petit-fils de Khabul Khan et fils de Bartan-ba'atour. Durant une guerre qui opposait les mongoles aux Djurtchät, Chinois et Tatars, il combattit aux côtés de son oncle Koutoula et tua un chef tatar nommé Temüdjin.
Plus tard, Yesügei chassait avec un faucon et vit un homme du nom de Yéké-tchilédu. Il était avec sa femme Hö'elün et Yesügei la trouva jolie. Il alla chercher ses deux frères, Daritaï-ottchigin (zh) et Nékun-taïchi et ils revinrent pour enlever Hö'elun à son mari. Lorsqu'ils chargèrent le couple, Hö'elün, qui aimait son mari, se sacrifia pour Yéké et lui demanda de fuir sans elle, ce qu'il fit. Selon L'Histoire Secrète,  c'est alors que Yesügei la prit de force. Elle mit au monde un garçon et Yesügei lui donna le nom Temüdjin en mémoire du chef Tatar qu'il avait tué au combat. D'autres enfants suivirent: Jöchi Khasar, Khajiun et Temüge. Quelques années après Temüge, une fille du nom de Temülün naquit.
Yesügei était probablement l'un des aristocrate mongol le plus important de son époque. Les Tayitchi'out (avec les moyennement inféodés Djouirat, Bésut et Suldus) et les Qongqotat étaient ses alliés. Il aurait commandé près de 25 000 hommes ce qui était le dixième de la population de l'époque en Mongolie orientale. Il aurait eu environ 3 000 hommes pouvant monter un cheval. Ses possessions se situait près de l'Onon, même endroit où Gengis Khan et, plus tard, Kubilai Khan passèrent leur jeunesse.
Un jour, vers 1171, Toghril, khan des Kéraït, vint chez Yesügei. Il avait pris la tête des Kéraït mais avant été ensuite chassé par son oncle Gourkhan et voulait reprendre sa position en tant que khan. Yesügei accepta de l'aider. Il avait affronté les Tatar aidé des Kéraït, il y avait quelque temps, et souhaitait avoir un allié important en Toghril lorsqu'il serait aux commandes de son peuple. La bataille fut facile pour Yesügei. Les Kéraït furent surpris par son attaque. Gourkhan fuit chez les Tangout. Yesügei et Toghril devinrent frères par serment à la suite de cette victoire.
Vers l'année 1171, Yesügei était accompagné par son fils et effectuait une randonnée à cheval pour se rendre chez les Qonggirat. La raison de cette randonnée (il en fit plusieurs autres) peut être expliquée par le fait qu'il avait probablement comme intention de rallier les peuples mongols sous un même commandement, ce que son fils fit plus tard. Il rencontra un des aristocrates Qonggirat, Däi-setchèn. Il discuta avec Yesügei, remarqua le visage lumineux de Temüdjin et informa son père que, durant la nuit, il avait rêvé à un aigle qui détenait le soleil et la lune entre ses deux serres et que cela lui semblait un bon présage. Il présenta sa fille à Temüdjin. Son nom était Börte. Yesügei demanda le lendemain à Daï-setchèn la main de Börte pour son fils. Il accepta et proposa de garder Temüdjin à la maison pour quelque temps.

## Décès
Depuis quelques années, les Tatar étaient revenus. Environ quinze ans avaient passé depuis la guerre. Une paix relative régnait. Yesügei revenait chez lui et avait faim et soif. Il se rendit chez des Tatar pour demander l'hospitalité. Ces derniers se souvenaient de lui, le haïssaient encore, et mirent du poison dans sa boisson. Après les avoir quittés, Yesügei se sentit malade et, après trois pénibles journées à cheval, il arriva enfin à ses campements. Il savait que sa mort approchait et demanda alors à Mounglik, qui dirigeait les Qongqotat, de s'occuper de ses enfants et d'aller chercher Temüdjin. Il mourut peu après.
La mort subite et imprévisible de Yesugeï eut un effet dévastateur sur sa famille. Son fils ainé, Temüdjin, n'était pas en âge pour commander le peuple qui jusqu'alors appartenait à son père. Targutaï, chef des Tayitchi'out, prit le commandement des hommes de Yesügei. Il abandonna peu après Temüdjin avec ses frères et sa sœur ainsi qu'Hö'elün, sa mère. Il est très probable qu'il l'ait fait pour éviter de perdre son poste lorsque Temüdjin serait devenu plus vieux. Selon L'Histoire Secrète, un vieux chef Qongqotat du nom de Tcharaq Ebugän fut transpercé d'une lance dans le dos lorsqu'il protesta contre les agissements de Targutaï. Chassés par l'aristocratie, Hö'elün et ses enfants vécurent des années d'errance qui forgèrent le caractère du futur conquérant.

## Famille
D'une première union, peut être avec une dénommé Sulgigeï, il eut deux fils :
- Begter, né vers 1153, tué par ses frères Temunjin et Qasar en 1174/5 ;
- Belgudei, né vers 1155, décédé vers 1245.

De son union avec Hö'elün, il eut quatre fils et une fille :
- Temunjin, futur Gengis Khan, né vers 1161/2, décédé en août 1227 ;
- Qasar, né vers 1163/4, décédé vers 1214/9 ;
- Qaci'un, né vers 1165/6, décédé après 1207 ;
- Temuge, né vers 1167/8, décédé en 1246 ;
- Temulun, né vers 1169/70,